# Peter Mohr Dam
Peter Mohr Dam (11. srpna 1898, Skopun, ostrov Sandoy – 8. listopadu 1968, Tórshavn) byl faerský politik.
V letech 1958–1963 a 1967–1968 zastával funkci premiéra, v letech 1936–1968 byl předsedou Faerské sociálně demokratické strany. Jeho synem je Atli Pætursson Dam.